# Lyrodden
Lyrodden ou Lyroddane est une île dans le landskap Sunnhordland du comté de Vestland. Elle appartient administrativement à Øygarden.

## Géographie
Rocheuse et désertique, en partie immergée, elle s'étend sur environ 256 m de longueur pour une largeur approximative de 189 m. 